# Tchads regioner

Tchads regioner efter 2008.

Tchad är indelat i 22 regioner.  Från och med att landet blev självständigt 1960 fram till 1999 var det indelat i 14 prefekturer. Dessa blev 1999 ersatt av 28 departement. Landet blev 2002 indelat i 18 regioner. Sedan februari 2008 är Tchad indelat i 22 regioner.
Varje region är indelat i två till sex departement bortsett från  N'Djamena, som är indelat i 10 arrondissement.

## Nuvarande regioner
| Nummer | Region            | Huvudstad    | Departement                                                  |
| ------ | ----------------- | ------------ | ------------------------------------------------------------ |
| 1      | Barh El Gazel     | Moussoro     | Barh El Gazel Nord, Barh El Gazel Sud                        |
| 2      | Batha             | Ati          | Batha Est, Batha Ouest, Fitri                                |
| 3      | Borkou            | Faya-Largeau | Borkou, Borkou Yala                                          |
| 4      | Chari-Baguirmi    | Massenya     | Baguirmi, Chari, Loug Chari                                  |
| 5      | Ennedi            | Fada         | Ennedi, Wadi Hawar                                           |
| 6      | Guéra             | Mongo        | Barh Signaka, Guéra, Abtouyour, Mangalmé                     |
| 7      | Hadjer-Lamis      | Massakory    | Dababa, Dagana, Haraze Al Biar                               |
| 8      | Kanem             | Mao          | Nord Kanem, Kanem, Wadi Bissam                               |
| 9      | Lac               | Bol          | Mamdi, Wayi                                                  |
| 10     | Logone Occidental | Moundou      | Dodjé, Lac Wey, Ngourkosso, Guéni                            |
| 11     | Logone Oriental   | Doba         | Nya Pendé, Pendé, Monts de Lam, La Nya, Kouh-Est, Kouh-Ouest |
| 13     | Mandoul           | Koumra       | Barh Sara, Mandoul Occidental, Mandoul Oriental              |
| 13     | Mayo-Kebbi Est    | Bongor       | Mayo-Boneye, Kabbia, Mont d'Illi, Mayo-Lémié                 |
| 14     | Mayo-Kebbi Ouest  | Pala         | Lac Léré, Mayo-Dallah                                        |
| 15     | Moyen-Chari       | Sarh         | Barh Köh, Grande Sido, Lac Iro                               |
| 17     | Ouaddaï           | Abéché       | Abdi, Assoungha, Ouara                                       |
| 17     | Salamat           | Am Timan     | Aboudeïa, Barh Azoum, Haraze Mangueigne                      |
| 18     | Sila              | Goz Beïda    | Kimiti, Djourouf Al Ahmar                                    |
| 19     | Tandjilé          | Laï          | Tandjilé Est, Tandjilé Ouest                                 |
| 20     | Wadi Fira         | Biltine      | Biltine, Dar Tama, Kobé                                      |
| 21     | Tibesti           | Bardaï       | Tibesti Est, Tibesti Ouest                                   |
| 22     | N'Djamena         | N'Djamena    | 10 arrondissementer                                          |